# Мель, Владимир Карлович
Владимир Карлович Мель (1 февраля 1893, предположительно, Одесса — 28 января 1953, Вайнхайм, Баден-Вюртемберг, ФРГ) — живописец, график, театральный художник.

## Биография
Окончил Санкт-Петербургское художественное училище в 1917 году. В 1919 учился в Одесском высшем художественном училище в мастерской М. Покорного.
Живя в Одессе, преподавал рисование в высших учебных заведениях. Также иллюстрировал книги для издательства «Одесполиграф» и был художником-декоратором в одесских театрах.
С 1925 года — член Общества имени К. Костанди.
По предположению О. М. Барковской, переехал в Германию в конце 1920-х годов. В некрологе Ольга Философова писала, что Мель оказался в Германии в годы Второй мировой войны.
Скончался в 1953 году в Вайнхайме, где и был похоронен.

## Семья
Дядя — художник В. С. Бальц.

## Участие в выставках
- Выставка 1916 г.
- Выставки общества имени К. Костанди (1925—1927).
- Всеукраинская художественная выставка (1927).